# Матюх, Вера Фёдоровна
Вера Фёдоровна Матю́х (20 августа 1910, Берлин — 9 марта 2003, Санкт-Петербург) — советский художник-график.

## Биография
Дочь русского политического деятеля Фёдора Ивановича Матюха (1885—1933), в студенческие годы эмигрировавшего из России после событий 1905 года. Мать — Агнесса Францевна Фидлер (1892—1980), немка по происхождению. В 1913 году родители Веры уехали в Россию, оставив 3-летнюю дочь в Берлине на попечение дедушки и бабушки по линии матери. 
В 1923 году переехала в СССР — к родителям в Харьков, при этом не владела русским языком.
С 1926 года по 1930 год училась в Харьковском художественном институте (ныне Харьковская академия дизайна и искусств) на факультете графики (мастерская художника-конструктивиста В. Д. Ермилова). Во время учёбы  вступила в Союз работников искусства (РАБИС).
В 1931 году переехала в Ленинград, где и провела всю свою творческую жизнь. В Ленинграде сотрудничала с различными издательствами, иллюстрировала книги, работала в журналах «Чиж» и «Ёж». Училась у художника Н. А. Тырса, в Экспериментальной литографской мастерской ЛОССХ работала под руководством Г. С. Верейского и Е. С. Кругликовой в содружестве с такими художниками, как П. М. Кондратьев, Л. А. Юдин, К. И. Рождественский, Б. Н. Ермолаев, А. Л. Каплан, А. С. Ведерников, А. В. Каплун.
Похоронена на кладбище в Комарово.

## Музейные собрания
Работы художницы находятся во многих музейных собраниях России, зарубежных музеях и в частных коллекциях.
- Государственный музей истории Санкт-Петербурга, Санкт-Петербург.
- Государственный Русский музей, Санкт-Петербург.
- Государственная Третьяковская галерея, Москва.
- Государственный музей изобразительных искусств имени А. С. Пушкина, Москва.
- Государственный музей "Царскосельская коллекция", Пушкин.
- Государственное бюджетное учреждение культуры Ростовской области "Таганрогский художественный музей",  Таганрог.

## Семья
Муж
- Порай-Кошиц, Евгений Александрович (15 (28) сентября 1907 — 18 марта 1999, Санкт-Петербург) — советский учёный-химик, лауреат Ленинской премии (1963).

Сын
- Порай-Кошиц, Алексей Евгеньевич (род. 24 февраля 1941, Ленинград) — российский театральный художник, лауреат премии «Золотая Маска» (2002), лауреат Государственной премии Российской Федерации (2002), лауреат премии «Золотой Софит» (2007, 2011), заслуженный деятель искусств Российской Федерации (1994)[8].

### Комментарии
1. ↑  
По некоторым рассказам самой художницы, настоящий год рождения — 1911, один год был прибавлен для поступления в институт в 1926 году.